# Politique commerciale de la première administration Trump
La politique commerciale de la première administration Trump est une politique ouvertement protectionniste mise en place lors de la première présidence de Donald Trump. Celui-ci a dénoncé à de nombreuses reprises des accords de libre-échange déjà signés, notamment l'ALENA. Il a fait sortir les États-Unis de l'Accord de partenariat transpacifique. Il a à plusieurs reprises imposé des tarifs douaniers élevés sur de nombreux produits importés de Chine.

## Histoire
En janvier 2018, les États-Unis mettent en place une augmentation des droits de douane sur les panneaux solaires et les machines à laver,
.
Le 1er mars 2018, Donald Trump annonce la mise en place d'une augmentation de droits de douane de 25 % sur l'acier et de 10 % sur l'aluminium, puis signe un décret le 8 mars pour une mise en place 15 jours plus tard. Le 22 mars, les États-Unis annoncent une exception temporaire jusqu'au 1er mai sur cette augmentation pour l'Union européenne, le Mexique, le Canada, l'Australie, le Brésil, l'Argentine et le Corée du Sud. L'augmentation des droits de douane sur l'acier et l'aluminium est mise en place le 23 mars. Le 28 mars, la  Corée du Sud négocie une exception permanente, puis l'Australie, l'Argentine et le Brésil négocient à leur tour une exception permanente le 2 mai. Le 1er mai, l'exception temporaire pour les autres pays est reconduite pour un mois supplémentaire.
Le 1er juin 2018, les États-Unis suppriment l'exception sur l'augmentation des droits de douane de l'acier et de l'aluminium pour l'Union européenne, le Mexique et le Canada,. À la suite de cette augmentation, l'Union européenne porte plainte à l'OMC contre les États-Unis et annonce une série d'augmentations des droits de douane sur des produits en provenance des États-Unis, notamment sur les jeans, les bourbons et les motos, pour un montant estimé d'environ 3 milliards d'euros. De même, le Mexique annonce la mise en place de droits de douane sur le porc, le bourbon, les fromages, certains fruits et certaines pièces métalliques. De même, le Mexique a porté plainte à l'OMC. Le 22 juin 2018, les contre-sanctions de l'Union européenne sont mises en place. Elles portent sur certains produits  tels que le beurre de cacahuète, le bourbon, sur l'acier, l'automobile et certains produits textiles pour un montant estimé d'environ 6,4 milliards d'euros,. Fin juin 2018, le Canada annonce a son tour ses augmentations de droits de douane contre les États-Unis. Cette augmentation des droits de douane canadiens est de l'ordre de 10 % à 25 % sur l'acier, l'aluminium, le jus d'orange, le ketchup, les sauces, le chocolat, le whisky, les yaourts, le café, les plats préparés, les bateaux, les machines à laver, les pesticides, le papier, le carton, les stylos, les matelas ou encore les tondeuses à gazon pour un montant de 16,6 milliards de dollars canadiens,,.
En juin 2018, les autorités américaines modifient les sanctions contre ZTE, à la suite d'importantes négociations avec la Chine, pour la contraindre à une amende de 1 milliard de dollars, un dépôt sur compte bloqué de 400 millions de dollars et un renouvellement de son conseil d'administration et de surveillance, en échange de la permission d'acquérir des composants d'origine américaine.
Toujours en juin 2018, Donald Trump quitte le sommet du G7 sur un désaccord important sur le commerce avec les alliés historiques des États-Unis. Après avoir signé le communiqué final du sommet, Donald Trump ordonne le retrait des États-Unis de la signature du communiqué, à la suite des déclarations de Justin Trudeau qui condamnait les droits de douane américains.
En juin 2018, Donald Trump annonce la mise en application pour le 6 juillet 2018, de ses menaces de mises en place de taxes douanières contre la Chine sur un volume d'importations de 50 milliards de dollars, avec des droits de douane de l'ordre de 25 % sur 800 types de produits différents, dont les voitures, les semi-conducteurs et les pièces électroniques. À la suite de cette annonce, la Chine annonce des sanctions similaires sur un volume de 50 milliards de dollars d'importations venant des États-Unis de l'ordre de 25 % sur 659 types de produits, incluant les voitures, les produits de la mer ou encore le soja.
Le 6 juillet, c'est donc un volume d'importations de 34 milliards de dollars qui est l'objet d'augmentation de droits de douane par les États-Unis et par la Chine simultanément. Les 16 milliards restants sur ceux annoncés devraient être l'objet d'augmentation de droits de douane dans le courant du mois de juillet. Le même jour, la Russie annonce une augmentation des droits de douane de l'ordre de 25 % à 40 % sur certaines importations en provenance des États-Unis, à la suite des droits de douane sur l'acier et l'aluminium.
En juillet 2018, Donald Trump annonce pour septembre 2018 une nouvelle série d'augmentations de 10 % des taxes douanières des États-Unis qui cibleront un total de 200 milliards de produits chinois importés. Les produits concernés par cette augmentation sont des produits agricoles, du tabac, des produits chimiques, du charbon, de l'acier, de l'aluminium, des meubles, des routeurs, des ordinateurs, des pneus, de la maroquinerie, des produits forestiers, des produits de beauté, de la nourriture pour animaux, etc,.
En octobre 2019, les États-Unis annoncent l'augmentation de droits de douane sur des produits européens concernant un volume d'échanges de 7,5 milliards de dollars. Cette augmentation est liée au différend commercial sur les subventions de la production d'avions commerciaux. Ainsi les droits de douane sur les avions européens notamment sur les avions Airbus, augmentent de 10 %. Des augmentations de droits de douane sont également mises en place sur le vin et le fromage, l'huile d'olive, le whisky, le parmesan, la confection de vêtements ainsi que sur les machines-outils.
Le but de cette politique économique est de réduire les importations de produits européens pour promouvoir le commerce local. Pour ce qui est du vin, les importateurs doivent acheter plus cher le vin français pour bénéficier d'une marge sur la vente, ce qui entraîne une diminution de la demande de leur part et met en péril les producteurs et coopératives de l'Hexagone. En effet, la taxe introduit une barrière à l'entrée du marché, affecte la libre-circulation des facteurs de production et génère davantage de coûts pour les producteurs qui se voient contraints de limiter leurs exportations. La taxe Trump, augmente le prix que doivent payer les acheteurs, sans que leurs dispositions à payer, elles, ne changent.
Ainsi, en 2020, la chaîne viticole française a enregistré une perte de 400 millions d'euros de chiffre d'affaires due a la mise en place de cette taxe. L'augmentation des droits de douane entraîne donc une "guerre" des taxes où chaque territoire surenchérit pour tenter de garder un équilibre des prix.
En décembre 2019, les États-Unis annoncent la suppression de leur dérogation sur l'augmentation des droits douaniers de 25 % sur l'acier et de 10 % sur l'aluminium pour le Brésil et l'Argentine.
En septembre 2020, les États-Unis annoncent la suppression des droits de douane à hauteur de 10 % sur l'aluminium provenant du Canada, droits de douane mis en place en août de la même année. Le Canada a annoncé la suppression des mesures de représailles à la suite de cette annonce.
En décembre 2020, les États-Unis mettent en place des droits de douane contre le secteur de la construction aérienne français et allemand et certains vins et spiritueux provenant de France et d'Allemagne, en réponse aux droits de douane mis en place par l'Union européenne en novembre 2020, validée par l'OMC, qui étaient elles-mêmes une réponse à une augmentation des droits de douane par les États-Unis de 7,5 milliards de dollars en mars 2020, sur le vin, le fromage et l'huile d'olive.
En octobre 2021, un accord entre les États-Unis et l'Union européenne est signé permettant l'importation de l'acier et l'aluminium européens en franchise de droit de douane contre la non mise en place de l'augmentation de droits de douane européens sur des produits de consommations américains tels que le whisky et les motos,.
En mars 2022, un accord entre le Royaume-Uni et les États-Unis suppriment les droits de douane additionnels mis en place sous l'administration Trump sur l'acier et l'aluminium et les mesures de rétorsions équivalentes britanniques.